# 편각 (수학)

위 복소수 z=x+iy의 편각은 φ이며, 절댓값은 r이다.

복소해석학에서, 복소수의 편각(偏角, 영어: argument 아규먼트[*])은 복소평면 위의 극좌표에서의 각도이다.

## 정의
어떤 0이 아닌 복소수 {\displaystyle z=x+iy\in \mathbb {C} }의 편각 {\displaystyle \operatorname {arg} z\in (-\pi ,\pi ]}은 다음과 같이 정의된다.
{\displaystyle z=|z|\exp(i\operatorname {arg} z)}
여기서
{\displaystyle |z|={\sqrt {(\operatorname {Re} z)^{2}+(\operatorname {Im} z)^{2}}}}
는 {\displaystyle z}의 절댓값이다. 즉,
{\displaystyle \operatorname {arg} z={\begin{cases}\arctan(y/x)&x>0\\\pi +\arctan(y/x)&x<0,y\geq 0\\-\pi +\arctan(y/x)&x<0,y<0\\\pi /2&x=0,y>0\\-\pi /2&x=0,y<0\end{cases}}}
이다. 이는 음의 실수에 대하여 분지절단을 가한 경우다.
복소수 0의 편각은 엄밀히 정의되지 않는다.